# Trofeo Memorial Héctor Rial
El Trofeo Memorial Héctor Rial fue un trofeo disputado desde 1993 hasta 2004 y estaba dedicado a la memoria de Héctor Rial que fue entre otros, entrenador del Pontevedra CF. El Trofeo se jugaba en el Estadio de Pasarón.
Otros trofeos disputados en la ciudad de Pontevedra, son el Trofeo Luis Otero, y el  Trofeo Ciudad de Pontevedra.

## Palmarés
| Año  | Edición | Campeón               | Resultado | Subcampeón            |
| ---- | ------- | --------------------- | --------- | --------------------- |
| 1993 | I       | RC Celta de Vigo      | 4-2       | Pontevedra CF         |
| 1994 | II      | SD Compostela         | 3-2       | Pontevedra CF         |
| 1995 | III     | Pontevedra CF         | 2-0       | RC Celta de Vigo      |
| 1996 | IV      | Pontevedra CF         | 1-1 (pen) | CD Ourense            |
| 1997 | V       | SD Compostela         | 4-1       | Pontevedra CF         |
| 1998 | VI      | Pontevedra CF B       | 3-0       | Arousa SC             |
| 1999 | VII     | sin datos             | -         | sin datos             |
| 2000 | VIII    | Pontevedra CF B       | 0-0 (pen) | Unión SD O Grove      |
| 2001 | IX      | Pontevedra CF         | 2-1       | SD Compostela         |
| 2002 | X       | Pontevedra CF         | 0-0 (pen) | Racing Club de Ferrol |
| 2003 | XI      | SD Ponferradina       | 2-1       | Pontevedra CF         |
| 2004 | XII     | Racing Club de Ferrol | 1-0       | Pontevedra CF         |

## Campeones
| Equipo                | Títulos | Ediciones              |
| --------------------- | ------- | ---------------------- |
| Pontevedra CF         | 4       | 1995, 1996, 2001, 2002 |
| SD Compostela         | 2       | 1994, 1997             |
| Pontevedra CF B       | 2       | 1998 y 2002            |
| Celta de Vigo         | 1       | 1993                   |
| SD Ponferradina       | 1       | 2003                   |
| Racing Club de Ferrol | 1       | 2004                   |